# Dr. Watson
Dr. John Hamish Watson (7. august 1852 – ?[kilde mangler]) er en fiktiv person i historierne om Sherlock Holmes, skrevet af Sir Arthur Conan Doyle. Han er Sherlock Holmes trofaste ven og partner.